# Kübekháza
Kübekháza – wieś i gmina położona w południowej części Węgier, w powiecie Segedyn, wchodzącego w skład komitatu Csongrád. Miejscowość znajduje się tuż przy potrójnej granicy Węgier z Serbią i Rumunią.